# 화순군의회
화순군의회는 전라남도 화순군 지역을 관할하는 기초의회이다.